# Riesenpapillenkonjunktivitis
Die Riesenpapillenkonjunktivitis, auch Gigantopapilläre Konjunktivitis, ist eine entzündliche Erkrankung der Bindehaut des Auges (Konjunktivitis), die vor allem bei Trägern weicher Kontaktlinsen auftritt.

## Pathomechanismus
Die Riesenpapillenkonjunktivitis entwickelt sich typischerweise nach Monaten oder Jahren problemlosen Kontaktlinsentragens, kommt aber auch als Reaktion auf Prothesen (wie Glasaugen) oder Nahtmaterial im Auge vor. Der Erkrankung scheint ein immunologischer Prozess zugrunde zu liegen, bei dem es zu einer allergischen Reaktion auf die Antigene der Fremdkörper im Auge kommt.

## Symptomatik
Auf der oberen tarsalen Bindehaut des Auges lassen sich die namensgebenden Riesenpapillen („gigantopapillär“) beobachten, die an „pflastersteinartige“ Wucherungen erinnern. Daneben sammelt sich aufgrund einer vermehrten Sekretbildung gelblicher, fadenziehender Schleim im Auge an, der bei Nichtentfernung aus dem Auge die Sicht beeinträchtigen kann. Die Betroffenen klagen zudem häufig über Juckreiz und eine verminderte Toleranz gegenüber den Kontaktlinsen.

## Therapie
Vor allem bei Kontaktlinsenträgern ist eine Fremdkörperkarenz die erste Maßnahme: Nach längerer Zeit ohne das Tragen von Kontaktlinsen beziehungsweise kürzere Tragezeiten kommt es zur Rückbildung der Riesenpapillen. Häufig lässt sich die Symptomatik auch durch eine verbesserte Kontaktlinsenhygiene oder einen Wechsel des Kontaktlinsenherstellers eindämmen. Manchmal ist eine unterstützende medikamentöse Therapie mit Mastzellstabilisatoren wie Cromoglicinsäure nötig. Die Behandlung mit Steroiden oder gar eine mechanische Entfernung der Riesenpapillen zum Beispiel durch Exzision oder Kryotherapie kommen nur in extremen Fällen in Frage.